# 泰日协会学校
泰日协会学校是位于泰国曼谷的日本人学校，创办于1956年，由泰日協會主辦。該學校的招生範圍為小學一年級至初中三年級，而且學校只招收日本人。